# マルガレーテ・ファン・エイクの肖像

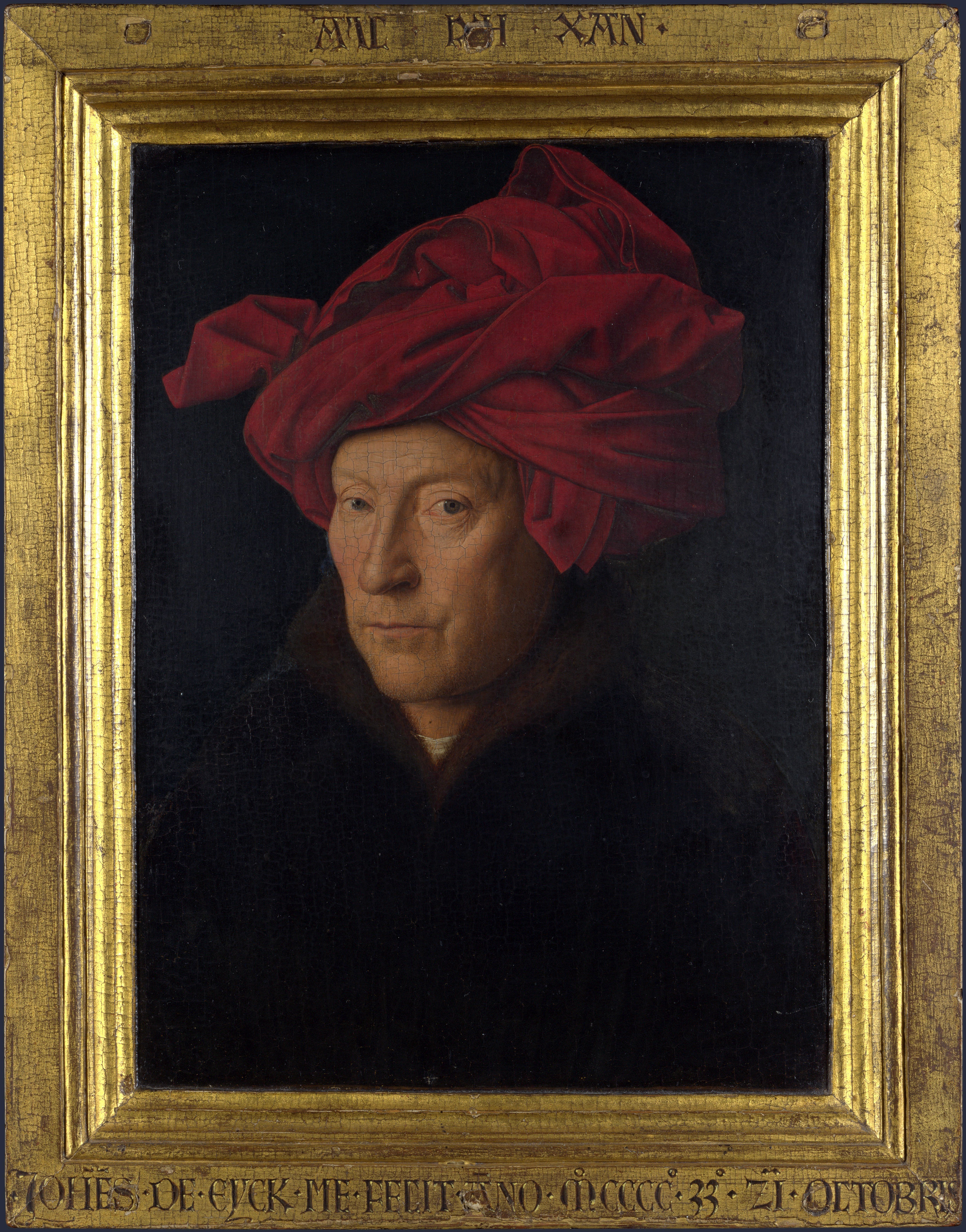
『男性の肖像 (自画像?)』、1433年。ナショナル・ギャラリー (ロンドン)

『マルガレーテ・ファン・エイクの肖像』（マルガレーテ・ファン・エイクのしょうぞう、蘭: Portret van Margareta van Eyck、英: Portrait of Margaret van Eyck）、または『マルガレーテ、画家の妻』（マルガレーテ、がかのつま、英: Margaret, the Artist's Wife）は、初期フランドル派の巨匠ヤン・ファン・エイクが1439年に板上に油彩で制作した絵画である。 画家の現存する作品の中では最も遅い時期の2点のうちの1点であり (もう1点はアントワープ王立美術館蔵の『泉の聖母』) 、画家の伴侶を描いた作品としてはヨーロッパ絵画の中で最初期のものの1つである。マルガレーテが34歳ごろに制作された作品で、18世紀初期までブルッヘの聖ルカ組合 (画家組合) の礼拝堂に掛けられていた。作品は対作品のうちの1点、あるいは1769年までの記録にあるが、現在では失われている二連祭壇画のための板絵、ないし現在ロンドン・ナショナル・ギャラリーにあるヤン・ファン・エイクの『男性の肖像 (自画像?)』の対作品であると考えられている。作品はブルッヘのグルーニング美術館に所蔵されている。

## 作品
マルガレーテは4分の3正面向きで表され、身体はほぼ鑑賞者のほうを向いている。彼女は黒い平坦な背景を背にし、洒落た赤いウールのガウンを身に着けている。ガウンの首とカフスの部分には、灰色の、おそらくリスの毛皮 (中世に、毛皮はしばしば女性の性的なものを象徴していた) の縁取りが付いている。
角型のウィンプルは縮れた多層のリネンで装飾されている。彼女の目は斜視の徴候を示しているが、それは当時の北ヨーロッパの人々には非常に多く見られたものである。画家は、妻の特徴を強調するために数々の自由な描写を採用している。頭部は胴体に比べて非常に大きく、当時の流行に則って額が非常に高いところまで露わにされている。それにより、画家が妻の顔貌に焦点を合わせることが可能になっている。加えて、彼女の被り物、腕、V字型のネックラインから構成される幾何学的図像により、顔が支配的な画面となっている。
上唇は薄く、しかも口が閉じられているので、ややもすれば酷薄な印象を与えかねない。美術史家のダーネンス (Dahnens) によれば、「確かに確固たる性格が感じられる。しかし、彼女は知性に富み、晴れやかである」。また、エルヴィン・パノフスキーは、「ヤンは妻を選ぶにあたって、相違よりも類似を基準にしたのであろう」と述べているが、画家の『男性の肖像 (自画像?)』と比べてみると、夫妻はよく似ている。
ファン・エイクは、この作品の制作後２年以内に亡くなった。額縁上部と下部にギリシア文字で「私の夫ヨハネスが私を1439年に制作した。年齢は33歳。私にできる限り」という銘文が記されている。「私にできる限り」 (ALS ICH KAN)  というのはファン・エイクにとっての私的なモットー、モティーフであり、同時に「ICH」はフラマン語の「イク (私)」と「(エ) イク」という画家の名前に関する言葉遊びである。そのモットーは、彼のいくつかの作品にみられるものであるが、肖像画には2点にしか見られない。

## 背景
絵画がなぜ構想されたのかは不明である。しかし、作品が公的というより私的な鑑賞のために制作されたことは、人物の理想化されていない表現によって、そして、親しみと形式ばらない雰囲気を生んでいる、鑑賞者に向けられたまっすぐで悲し気な視線によって推測できる。絵画は、おそらくなんらかの記念に制作されたのであろう。夫婦の結婚記念日、または彼女の誕生日を祝うため、または彼女への贈り物だったのかもしれない。
夫婦はおそらく1432–1433年頃、ファン・エイクがブルッヘに移ってすぐに結婚した。彼らの2人の子供のうち最初の子供が1434年に生まれている一方で、ファン・エイクがブルッヘに移る前のマルガレーテについては言及されていない。彼女についてはほとんど何もわかっておらず、結婚する前の姓も失われている。同時代の記録で、彼女は主に「マルガレーテ嬢 (Damoiselle Marguierite)」として言及されている。
彼女は貴族階級の生まれ (1405年) と考えられているが、下級貴族であり、それはこの肖像画に見られる彼女の服装からもわかる。服装は流行のものであるものの、ファン・エイクの『アルノルフィーニ夫妻像』（ロンドン・ナショナル・ギャラリー)  の妻が身に着けているような豪華なものではない。15世紀の人々が身に着けていた布地と色彩は、社会的地位により形式的にではないものの定められていた。たとえば、黒色は高価な染料で、黒色の服は社会の上流階級の人しか身に着けることができなかったのである。著名な画家の妻として、マルガレーテはファン・エイクの死後、ブルッヘ市から慎ましい年金を受給していた。この収入の少なくともいくらかが富くじに投資されていたことが記録されている。

## 帰属
今日、初期ネーデルラント派の画家たちは高く評価されているが、19世紀初頭まではほとんど忘れられた存在であった。異なる記録はあるももの、本作は、ベルギーの魚市場での売り出しで見出された18世紀末まで発見されなかった。当時、再発見された大半の作品のように、この作品も一般的な合意に達するまでにｈ数々の画家に帰属された。作品は今も本来の額縁に収まっており、色彩も絵具もよく保存され、非常によい状態にある。1998にロンドン・ナショナル・ギャラリーにより洗浄と修復を受けた。
多くの初期の所有者、および後の美術史家たちは、この絵画が二連祭壇画の片側を構成していたのではないかと推測した。1769年以前に聖ルカ組合の礼拝堂のために購入された時、しばらく本作はファン・エイクの『自画像』の対作品として、いっしょにされていた。 この二連祭壇画説を支持する批評家の中には、ロンドン・ナショナル・ギャラリー蔵の『男性の肖像 (自画像?)』に類似している作として知られる、現存しない『男性の肖像』を指摘する批評家もいる.。
別の絵画、すなわち1436年の『ルッカの聖母』(シュテーデル美術館) はマルガレーテの肖像画として知られてはいないものの、そのように推測されている。しかしながら、美術史家のマックス・フリードレンダーは、容貌の類似にもとづく推測に対して警鐘を鳴らし、当時の画家たちは実生活の女性たちの似姿を彼らの宗教主題の作品に登場する女性像に投影した可能性があると信じている。